# جي. هارت بروير
جي. هارت بروير هو سياسي أمريكي، ولد في 29 مارس 1844 في مقاطعة هونتردون في الولايات المتحدة، وتوفي في 21 ديسمبر 1900 في ترنتون في الولايات المتحدة. نشط حزبياً في الحزب الجمهوري. وقد انتخب عضو جمعية نيوجيرسي العامة ‏ وانتخب عضو مجلس النواب الأمريكي ‏.